# Trachelopachys singularis
Trachelopachys singularis là một loài nhện trong họ Trachelidae.
Loài này thuộc chi Trachelopachys. Trachelopachys singularis được Lodovico di Caporiacco miêu tả năm 1955.